# Austrian Football League 2015
La Austrian Football League 2015 è stata la 31ª edizione del campionato austriaco di football americano di primo livello, organizzato dalla AFBÖ. La stagione è iniziata il 22 marzo 2015. La finale del campionato, l'Austrian Bowl XXXI, si è disputata l'11 luglio 2015 al Wörthersee Stadion di Klagenfurt e ha visto la vittoria degli Swarco Raiders Tirol, al loro quarto titolo, sui Raiffeisen Vikings Vienna per 38 a 0.

## Squadre partecipanti
Alla stagione 2015 dell'Austrian Football League hanno preso parte le stesse cinque squadre della stagione precedente. In un primo momento era in programma un ampliamento della lega ad otto squadre. Le tre squadre aggiuntive sarebbero dovute essere i Cineplexx Blue Devils, i Vienna Knights e i Carinthian Lions; tuttavia le ultime due squadre rifiutarono di lasciare la prima divisione facendo di fatto fallire l'espansione della lega (che poi sarebbe avvenuta, con squadre diverse, nella stagione 2016).
| Club                  | Città     | Stadio                          | Sponsor ufficiale             | Capo allenatore | Risultato nella stagione 2014 |
| --------------------- | --------- | ------------------------------- | ----------------------------- | --------------- | ----------------------------- |
| Danube Dragons        | Vienna    | Stadion Stadlau                 | -                             | Ivan Zivko      | 4°                            |
| Graz Giants           | Graz      | ASKÖ Stadion Eggenberg          | -                             | Blaine Bennett  | 5°                            |
| Prague Black Panthers | Praga     | Atletický stadion Slavia        | -                             | Jim Ward        | 3°                            |
| Tirol Raiders         | Innsbruck | Gernot-Langes-Stadion (Wattens) | Swarco Holding                | Shuan Fatah     | 2°                            |
| Vienna Vikings        | Vienna    | Hohe Warte Stadion              | Raiffeisen Bank International | Chris Calaycay  | 1°                            |

## Stagione regolare

### Calendario

#### 1ª giornata
| Vienna 22 marzo 2015, ore 15:00 CET | Vienna Vikings | 26 – 21 (3-0 10-0 13-7 14-0) referto | Tirol Raiders | Hohe Warte Stadion (800 spett.) |

#### 2ª giornata
| Vienna 4 aprile 2015, ore 15:00 CEST | Danube Dragons | 42 – 23 (0-3 21-6 14-7 7-7) referto | Tirol Raiders | Stadion Stadlau |

#### 3ª giornata
| Praga 11 aprile 2015, ore 16:00 CEST | Prague Black Panthers | 30 – 31 (7-14 14-7 3-0 6-10) referto | Vienna Vikings | Atletický stadion Slavia |

| Wattens 12 aprile 2015, ore 15:30 CEST | Tirol Raiders | 51 – 14 (14-7 14-7 10-0 13-0) referto | Graz Giants | Gernot-Langes-Stadion (1200 spett.) |

#### 4ª giornata
| Graz 18 aprile 2015, ore 14:00 CEST | Graz Giants | 28 – 34 (7-7 14-21 0-3 7-3) referto | Prague Black Panthers | Stadion Eggenberg |

| Vienna 19 aprile 2015, ore 15:00 CEST | Vienna Vikings | 47 – 10 (7-0 13-3 13-0 14-7) referto | Danube Dragons | Hohe Warte Stadion |

#### 5ª giornata
| Praga 25 aprile 2015, ore 16:00 CEST | Prague Black Panthers | 35 – 34 (7-7 7-14 14-13 7-0) | Danube Dragons | Atletický stadion Slavia |

| Wattens 26 aprile 2015, ore 15:30 CEST | Tirol Raiders | 30 – 17 (13-7 0-3 7-0 10-7) referto | Vienna Vikings | Gernot-Langes-Stadion (1700 spett.) |

#### 6ª giornata
| Vienna 3 maggio 2015, ore 16:00 CEST | Danube Dragons | 35 – 14 (0-0 21-0 7-7 7-7) referto | Graz Giants | Stadion Stadlau (1200 spett.) |

#### 7ª giornata
| Graz 9 maggio 2015, ore 13:00 CEST | Graz Giants | 28 – 41 (7-14 7-10 7-14 7-3) referto | Vienna Vikings | Stadion Eggenberg |

| Praga 9 maggio 2015, ore 16:00 CEST | Prague Black Panthers | 22 – 31 (0-0 10-14 12-14 0-3) referto | Tirol Raiders | Atletický stadion Slavia |

#### 8ª giornata
| Graz 16 maggio 2015, ore 15:00 CEST | Graz Giants | 34 – 50 (7-7 14-16 7-21 6-6) referto | Tirol Raiders | Stadion Eggenberg |

| Vienna 16 maggio 2015, ore 15:00 CEST | Danube Dragons | 38 – 56 (7-7 17-14 7-21 7-14) referto | Prague Black Panthers | Stadion Stadlau |

#### 9ª giornata
| Wattens 24 maggio 2015, ore 15:15 CEST | Tirol Raiders | 58 – 6 (0-0 21-0 16-0 21-6) referto | Danube Dragons | Gernot-Langes-Stadion |

#### 10ª giornata
| Praga 30 maggio 2015, ore 16:00 CEST | Prague Black Panthers | 29 – 24 (0-7 22-14 0-3 7-0) referto | Graz Giants | Atletický stadion Slavia |

| Vienna 31 maggio 2015, ore 15:00 CEST | Danube Dragons | 10 – 34 (3-0 7-6 0-21 0-7) referto | Vienna Vikings | Stadion Stadlau (2500 spett.) |

#### 11ª giornata
| Wattens 14 giugno 2015, ore 15:15 CEST | Tirol Raiders | 33 – 27 (7-7 10-7 3-0 7-14) referto | Prague Black Panthers | Gernot-Langes-Stadion |

| Vienna 14 giugno 2015, ore 17:30 CEST | Vienna Vikings | 26 – 21 (0-0 13-7 7-7 6-7) referto | Graz Giants | Hohe Warte Stadion |

#### 12ª giornata
| Graz 20 giugno 2015, ore 16:00 CEST | Graz Giants | 27 – 26 (7-14 0-3 13-3 7-6) referto | Danube Dragons | Stadion Eggenberg |

| Vienna 20 giugno 2015, ore 18:00 CEST | Vienna Vikings | 45 – 28 (0-0 13-7 7-7 6-7) referto | Prague Black Panthers | Hohe Warte Stadion (2800 spett.) |

### Classifica
La classifica della regular season è la seguente:
- PCT = percentuale di vittorie, G = partite giocate, V = partite vinte,  P = partite perse, PF = punti fatti, PS = punti subiti

| Pos. | Squadra               | PCT  | G | V | N | P | PF  | PS  |
| ---- | --------------------- | ---- | - | - | - | - | --- | --- |
| 1    | Vienna Vikings        | .875 | 8 | 7 | 0 | 1 | 267 | 178 |
| 2    | Tirol Raiders         | .750 | 8 | 6 | 0 | 2 | 297 | 188 |
| 3    | Prague Black Panthers | .500 | 8 | 4 | 0 | 4 | 261 | 264 |
| 4    | Danube Dragons        | .250 | 8 | 2 | 0 | 6 | 201 | 294 |
| 5    | Graz Giants           | .125 | 8 | 1 | 0 | 7 | 190 | 292 |

## Playoff

### Tabellone
|  | Semifinali | Semifinali            | Semifinali |               |    | Austrian Bowl XXXI | Austrian Bowl XXXI | Austrian Bowl XXXI |  |
|  |            |                       |            |               |    |                    |                    |                    |  |
|  | 1          | Vienna Vikings        | 38         |               |    |                    |                    |                    |  |
|  | 1          | Vienna Vikings        | 38         |               |    |                    |                    |                    |  |
|  | 4          | Danube Dragons        | 27         |               |    |                    |                    |                    |  |
|  | 4          | Danube Dragons        | 27         |               | 1  | Vienna Vikings     | 0                  |                    |  |
|  |            |                       |            |               | 1  | Vienna Vikings     | 0                  |                    |  |
|  |            |                       | 2          | Tirol Raiders | 38 |                    |                    |                    |  |
|  | 2          | Tirol Raiders         | 2          | Tirol Raiders | 38 | 48                 |                    |                    |  |
|  | 2          | Tirol Raiders         |            |               |    |                    |                    |                    |  |
|  | 3          | Prague Black Panthers | 46         |               |    |                    |                    |                    |  |

### Semifinali
| Innsbruck 4 luglio 2015, ore 17:30 CEST | Tirol Raiders | 48 – 46 (7-14 21-3 14-0 6-29) referto | Prague Black Panthers | Tivoli-Neu Stadion |

| Vienna 5 luglio 2015, ore 18:00 CEST | Vienna Vikings | 38 – 27 (3-0 14-7 14-0 7-20) referto | Danube Dragons | Hohe Warte Stadion |

### Austrian Bowl XXXI
| Klagenfurt am Wörthersee 11 luglio 2015, ore 19:00 CEST | Vienna Vikings | 0 – 38 (0-7 0-3 0-14 0-14) referto | Tirol Raiders | Wörthersee Stadion (3600 spett.) |
| Marcatori Ebner 11':52" Q1 ( TD ) 13yd pass from Shelton Ebner 06':39" Q1 ( pat ) Wiehberg 00':21" Q2 ( FG ) 17yd S. Platzgummer 10':16" Q3 ( TD ) 13yd run Wiehberg 06':18" Q3 ( pat ) Gärtner 00':37" Q3 ( TD ) 14yd run Wiehberg 00':30" Q3 ( pat ) Gärtner 10':07" Q4 ( TD ) 5yd run Wiehberg 06':16" Q4 ( pat ) Gärtner 05':29" Q4 ( TD ) 3yd run Wiehberg 00':36" Q4 ( pat ) Chris Calaycay Allenatori Shuan Fatah |                | |               |                                  |
| |                | |               |                                  |
| | Marcatori      | Ebner 11':52" Q1 (TD) 13yd pass from Shelton Ebner 06':39" Q1 (pat) Wiehberg 00':21" Q2 (FG) 17yd S. Platzgummer 10':16" Q3 (TD) 13yd run Wiehberg 06':18" Q3 (pat) Gärtner 00':37" Q3 (TD) 14yd run Wiehberg 00':30" Q3 (pat) Gärtner 10':07" Q4 (TD) 5yd run Wiehberg 06':16" Q4 (pat) Gärtner 05':29" Q4 (TD) 3yd run Wiehberg 00':36" Q4 (pat) |               |                                  |
| Chris Calaycay | Allenatori     | Shuan Fatah |               |                                  |

## Austrian Bowl XXXI
L'Austrian Bowl XXXI ha visto affrontarsi i Vienna Vikings, campioni in carica, e i Raiders Tirol. La partita, disputata al Wörthersee Stadion di Klagenfurt, davanti ad un pubblico di circa 3600 spettatori, è terminata 38 a 0 per i Raiders. Il match è stato trasmesso dalla televisione nazionale austriaca ORF.
La partita è iniziata con i Raiders, vincitori del lancio della monetina, che hanno scelto di iniziare in attacco. Il primo quarto della partita ha visto la realizzazione del primo touchdown dei Raiders, realizzato da Julian Ebner su passaggio di Sean Shelton. Il successivo contrattacco dei Vikings si è concluso a poco prima dalla fine del quarto con l'intercetto di un passaggio del quarterback Alexander Thury; tuttavia dopo pochi down l'azione è tornata nuovamente nelle mani dei Vikings, dato che Andreas Lunzer è riuscito a sua volta ad intercettare un passaggio del quarterback avversario.
Il secondo quarto ha visto più volte l'alternarsi di entrambe le squadre all'attacco, senza che nessuna delle due riuscisse ad andare a meta. Nel corso delle varie azioni di gioco i Raiders hanno tentato due field goal: il primo (da 43 iarde) è fallito mentre il secondo (da 17 iarde) è andato a buon segno. Tutte le azioni dei Vikings si sono concluse con dei punt.
Il terzo e l'ultimo quarto di gara sono stati caratterizzati dal predominio dei Raiders, che sono riusciti a mettere a segno quattro touchdown (uno di Sandro Platzgummer e gli altri di Fabien-André Gärtner). Al contrario i Vikings non sono riusciti ad andare a punti e hanno anche subito due intercetti da parte della squadra avversaria (il primo da parte di Vincent Müller, su un lancio di Thury, e il secondo da parte di Enrico Martini, su un lancio di Bernhard Seikovits).
In generale il match è stato caratterizzato da una marcata superiorità, sia offensiva sia difensiva, dei Raiders sui Vikings come ha riconosciuto anche Chris Calaycay, l'allenatore dei Vikings.
Il potenziale offensivo dei tirolesi, meno marcato nei primi due quarti di gara, è stato particolarmente evidente nella seconda metà della partita (dove i Raiders sono riusciti a segnare 28 punti); inoltre la difesa dei Raiders ha arginato efficacemente l'attacco dei Vikings, i quali sono riusciti a conquistare solamente quattro primi down e non sono mai riusciti ad andati a segno durante la partita (nonostante un tentativo di cambiare le sorti della partita tramite la sostituzione del quarterback titolare Alexander Thury con il suo secondo Bernhard Seikovits).

## Verdetti
- Campioni dell'Austria 2015:   Tirol Raiders[6]

Sono stati assegnati anche i seguenti sei riconoscimenti:
- Miglior giocatore del 2015:  Kyle Newhall-Caballero ( Prague Black Panthers, quarterback)
- Miglior giocatore offensivo del 2015:  Jan Dundáček ( Prague Black Panthers, ricevitore)
- Miglior giocatore difensivo del 2015:  Alexander Achammer ( Tirol Raiders, defensive back)
- Miglior giocatore giovane del 2015:  Sandro Platzgummer ( Tirol Raiders, running back)
- Miglior allenatore del 2015:  Chris Calaycay ( Vienna Vikings, capo allenatore)
- Miglior giocatore dell'Austrian Bowl XXXI:  Julian Ebner ( Tirol Raiders, wide receiver)[7]